# Ложный потто
Ложный потто (лат. Pseudopotto martini) — вид приматов семейства лориевых. Классификация вида дискуссионна. Был описан в 1996 году антропологом Джеффри Шварцем в составе монотипичного рода Pseudopotto на основе двух образцов (состоящих только из частей скелета), которые ранее были отнесены к виду Perodicticus potto (обыкновенный потто). Точное происхождение этих двух образцов неизвестно, однако по меньшей мере один из них из Камеруна. Шварц предположил, что ложный потто, возможно, является представителем отдельного семейства, однако эта точка зрения была оспорена другими учёными, указавшими, что отличий от обыкновенного потто недостаточно много. Некоторые учёные предлагают рассматривать ложного потто как синоним другого вида из рода Perodicticus — Perodictitus edwardsi, который имеет несущественные отличия от обыкновенного потто, почти такие же, как и предполагаемый "ложный потто".

## Описание
Судя по останкам костей, вид напоминает небольшого потто, однако, согласно Шварцу, отличается от последнего более длинным хвостом, укороченными позвонками шейного и грудного отделов, упрощённой формой второго шейного позвонка, слезной впадиной (lacrimal fossa), расположенной внутри глазницы, уменьшенными верхними третьими премолярами и молярами, а также некоторыми другими признаками.

## Таксономия
В 1996 году в коллекции Антропологического музея Университета Цюриха антропологом Джеффри Шварцем были найдены два скелета потто, отличающиеся от остальных. По совокупности этих отличий Шварц описал новый вид, получивший название Pseudopotto martini в часть приматолога Роберта Мартина. Точное происхождение скелетов остаётся неизвестным, один из них представлен только черепом. Шварц поместил новый вид в семейство лориевых, не исключив, однако, что он образует отдельное семейство. В 1998 году в журнале «African Primates» были опубликованы три статьи приматологов, посвящённые ложному потто, две из которых признавали статус нового вида, а в третьей указывалось, что найденные особенности скелетов не выходят за рамки внутривидовых отклонений обыкновенного потто, и делался вывод, что данные животные не образуют отдельный вид. В 2000 году была выдвинута идея, что описанные особи должны быть включены в качестве вида в род обыкновенных потто. После этого мнения учёных разделились: в 2003 году ряд биологов опубликовал статью, в которой указывалось, что нет достаточных оснований рассматривать ложного потто как отдельный вид. В 2005 году в третьем издании книги «Виды млекопитающих мира»  Pseudopotto был описан в качестве рода со «спорным статусом».

## Ареал и статус
Предполагаемый ареал данного вида может включать Камерун и восточную Нигерию. Есть также заявления о возможном наблюдении ложных потто в природе, в камерунских горах. В Красной книге МСОП ложные потто не включены в качестве отдельного вида, поскольку нет достаточных доказательств, что они отличаются от обыкновенных потто.